# 蘭斯代爾 (賓夕法尼亞州)

蘭斯代爾

蘭斯代爾（Lansdale）是位於美國賓夕法尼亞州蒙哥馬利縣的一座城鎮，2020年有人口18,773人。蘭斯代爾位在費城北方約34公里處。